# Blümleinsmühle
Blümleinsmühle ist ein Gemeindeteil des Marktes Markt Erlbach im Landkreis Neustadt an der Aisch-Bad Windsheim (Mittelfranken, Bayern). Blümleinsmühle liegt in der Gemarkung Siedelbach.

## Geografie
Durch den Weiler fließt der Ulsenbach, ein linker Zufluss der Zenn. 0,25 km westlich des Ortes liegt das Lehenfeld, 0,25 km südwestlich das Mühlfeld, 0,5 km nordwestlich liegt der Fichtenwald. 0,75 km nordöstlich erhebt sich der Sauberg. Eine Gemeindeverbindungsstraße führt zur Mittelmühle (0,6 km südöstlich) bzw. zur Staatsstraße 2244 (0,4 km nordwestlich) zwischen Markt Erlbach (1,8 km südwestlich) und Kemmathen (0,7 km nordöstlich).

## Geschichte
Der Ort wurde auf einer Karte von 1617 als „plemlesmühl“ verzeichnet. Das Bestimmungswort des Ortsnamens ist der Familienname Blümlein.
Gegen Ende des 18. Jahrhunderts gehörte die Blümleinsmühle zur Realgemeinde Markt Erlbach. Die Mühle hatte das brandenburg-bayreuthische Stadtvogteiamt Markt Erlbach als Grundherrn. Unter der preußischen Verwaltung (1792–1806) des Fürstentums Bayreuth erhielt die Blümleinsmühle die Hausnummer 113 des Ortes Markt Erlbach.
Von 1797 bis 1810 unterstand der Ort dem Justizamt Markt Erlbach und Kammeramt Neuhof. Im Rahmen des Gemeindeedikts wurde Blümleinsmühle dem 1811 gebildeten Steuerdistrikt Markt Erlbach und der 1813 gegründeten Munizipalgemeinde Markt Erlbach zugeordnet. Mit dem Zweiten Gemeindeedikt (1818) wurde sie in die Ruralgemeinde Eschenbach umgemeindet. Am 14. September 1824 erfolgte die Umgemeindung in die Ruralgemeinde Siedelbach. Am 1. Januar 1972 wurde Blümleinsmühle im Zuge der Gebietsreform in Bayern nach Markt Erlbach eingemeindet.

## Einwohnerentwicklung
| Jahr      | 001818 | 001840 | 001861 | 001871 | 001885 | 001900 | 001925 | 001950 | 001961 | 001970 | 001987 | 002017 | 002023 |
| Einwohner | 11     | 13     | 21     | 14     | 25     | 16     | 12     | 23     | 30     | 16     | 6      | *12    | *10    |
| Häuser    | 1      | 2      |        |        | 4      | 4      | 5      | 4      | 3      |        | 3      |        |        |
| Quelle    | [ 12 ] | [ 13 ] | [ 14 ] | [ 15 ] | [ 16 ] | [ 17 ] | [ 18 ] | [ 19 ] | [ 20 ] | [ 21 ] | [ 22 ] |        | [ 1 ]  |

## Religion
Der Ort ist seit der Reformation evangelisch-lutherisch geprägt und bis heute nach St. Kilian (Markt Erlbach) gepfarrt. Die Katholiken gehören zur Kirchengemeinde Maria Namen (Markt Erlbach), die ursprünglich eine Filiale von St. Michael (Wilhermsdorf) war und seit 2019 eine Filiale von St. Johannis Enthauptung (Neustadt an der Aisch) ist.